# Acanthermia velutipuncta
Acanthermia velutipuncta là một loài bướm đêm trong họ Noctuidae.